# جبیل (لبنان)
جبیل (به عربی: جبیل) یک منطقهٔ مسکونی در لبنان است که در استان جبل لبنان واقع شده‌است. جبیل در دوران نوسنگی پسین بنا نهاده شده و از ۵۰۰۰ (پ.م) تا به امروز در آن زندگی جریان داشته‌است. جبیل یکی از میراث جهانی یونسکو در کشور لبنان است.

## خصوصیات
جبییل ۵ کیلومترمربع مساحت و ۴۰٬۰۰۰ نفر جمعیت دارد.

## خواهرخوانده
شهرهای پاتراس و کادیس خواهرخوانده‌های جبییل هستند.

## نگارخانه

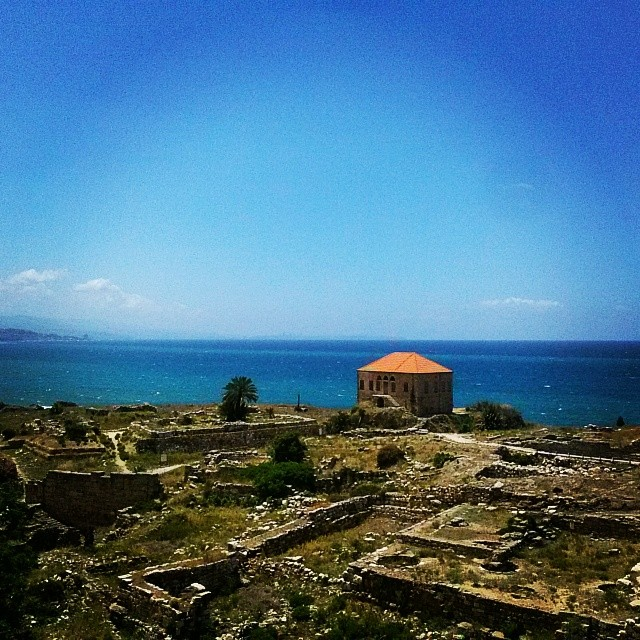
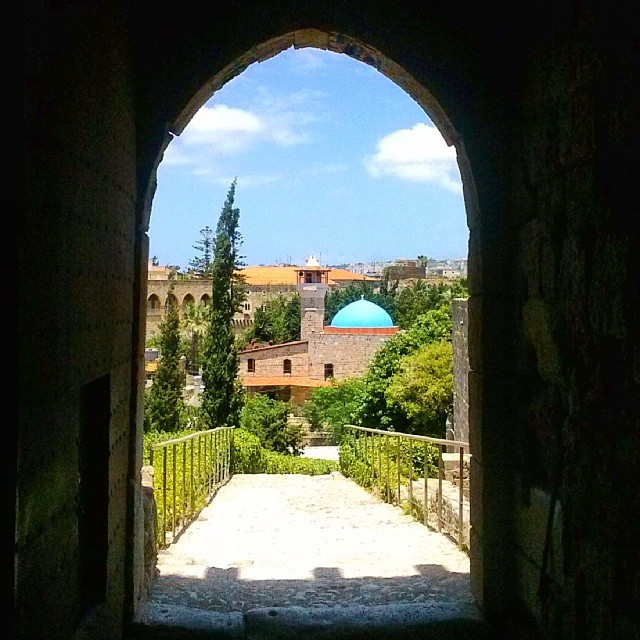
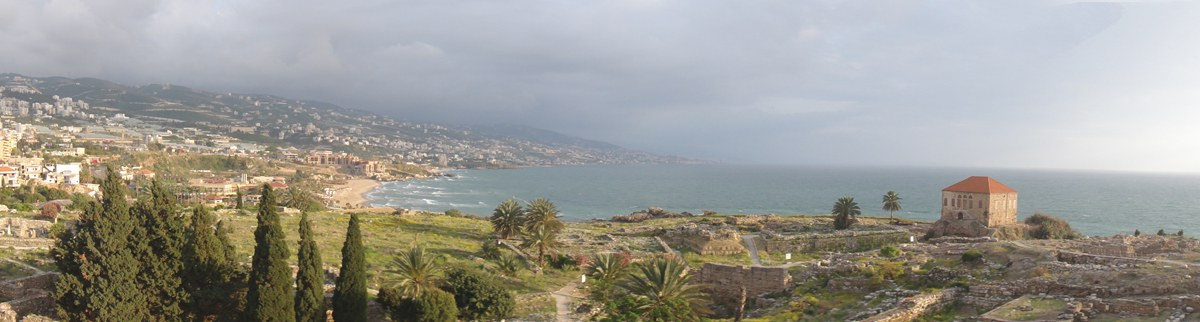
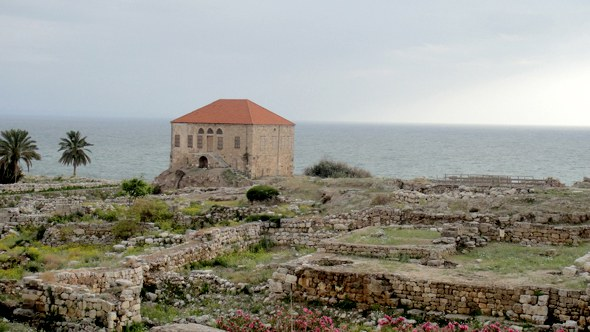
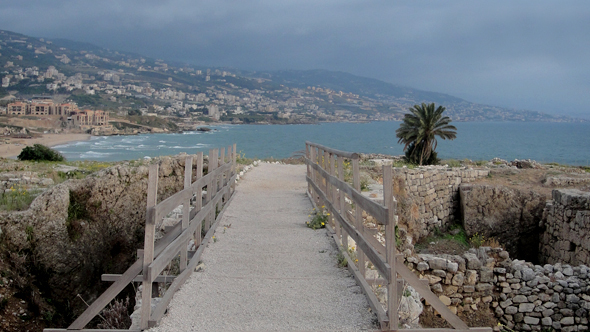
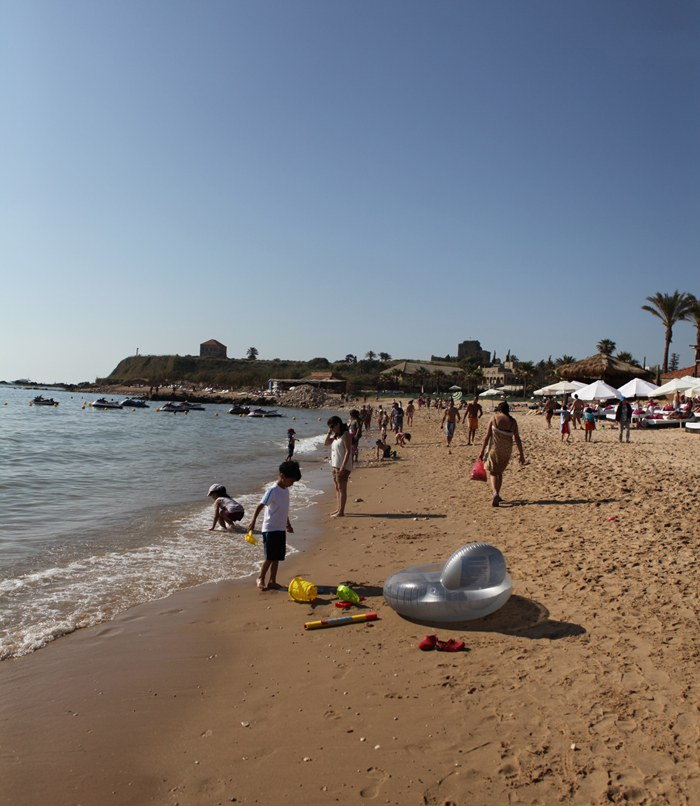
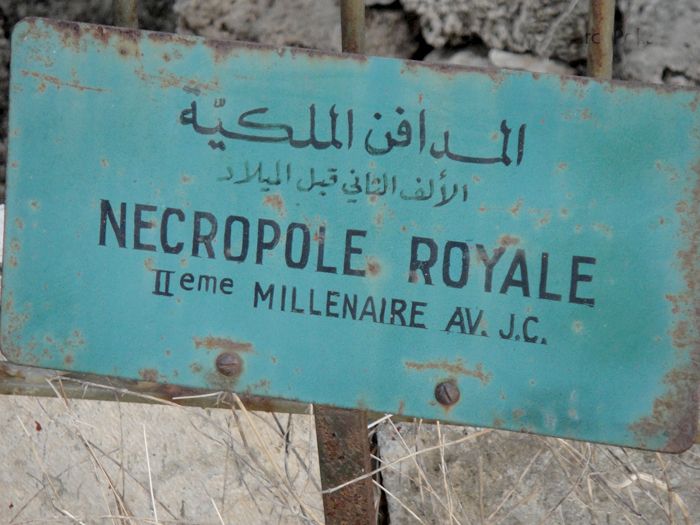